# Corynocladus radiatus
Corynocladus radiatus är en svampart som beskrevs av Leidy 1850. Corynocladus radiatus ingår i släktet Corynocladus och familjen Microthyriaceae.   Inga underarter finns listade i Catalogue of Life.